# Distintivo de Observador da Luftwaffe
O Distintivo de Observador da Luftwaffe (em alemão:  Beobachterabzeichen) foi um distintivo militar da Alemanha Nazi antes e durante a Segunda Guerra Mundial, atribuída a militares da Luftwaffe. Eram qualificados os militares que completassem dois meses de serviço e cinco voos operacionais como observadores ou navegadores; contudo, podia também ser atribuído se um militar ficasse ferido aquando do seu treino de qualificação. Era usado do lado esquerdo do uniforme, na zona do peito.